# یوتیتس (پوژگا)
یوتیتس (به صربی: Ljutice) یک منطقهٔ مسکونی در صربستان است که در Požega واقع شده‌است. یوتیتس ۴۳۲ نفر جمعیت دارد.